# Papi Oviedo
Gilberto Oviedo la Portilla, mieux connu sous le nom de Papi Oviedo, est un tresero cubain né le 9 février 1938 à La Havane (Cuba) et mort le 31 octobre 2017.
Papi Oviedo est connu à Cuba « comme le joueur numéro un de tres »,, une petite guitare cubaine dotée à l'origine de trois groupes de trois cordes.
Dans nombre de concerts auxquels il a participé, Papi Oviedo s'est posé en défenseur du son cubain (son cubano) et de la musique traditionnelle.

## Biographie

### Enfance et formation
Papi Oviedo est né Gilberto Oviedo La Portilla à La Havane le 9 février 1938, fils du « légendaire » joueur de tres Isaac Oviedo (1902-1992),,,,,. 
Il commence comme percussionniste dans le groupe de son père puis commence à jouer du tres vers l'âge de 15 ans sous la direction de ce dernier, reçoit un instrument en cadeau de sa mère et prend exemple sur d'autres grands noms comme Arsenio Rodríguez, Nuñi Rivera ou Rodolfo Oviedo,,,.

### Carrière

#### De 1952 à 1995
Papi Oviedo commence à jouer du tres en 1952 et gravit les échelons au sein de groupes locaux pour devenir le joueur de tres principal du groupe d'Armando Dulfo et de l'ensemble du chanteur de bolero Orlando Contreras. 
Il rejoint l'ensemble d'Enrique Perez en 1954 puis, entre 1957 et 1969, il est le tresero de plusieurs ensembles comme Conjunto Chappottín, Típica Habanera ou encore Estrellas de Chocolate,,. 
Entre 1980 et 1995, Papi Oviedo fait équipe avec Elio Revé dans la charanga Orquesta Revé, et « devient un rare exemple de joueur de tres dans un ensemble de type charanga (...) et un élément clé dans le son de l'Orquesta Revé ».

#### Papa Oviedo y Sus Soneros
En 1995, Papi Oviedo quitte Orquesta Revé pour fonder son propre groupe, Papa Oviedo y Sus Soneros,,,,, considéré par Leo Stanley d'AllMusic comme un des meilleurs groupes de son cubano.
En 1997, il publie avec son groupe l'album Encuentro entre Soneros (Rencontre entre Soneros) qui acquiert une renommée internationale et auquel AllMusic accorde trois étoiles, soulignant qu'il offre un set imparable de son cubano emmené par le tres d'Oviedo. L'album comprend entre autres deux chansons d'Isaac Oviedo ainsi qu'une version du fameux Chan Chan de Compay Segundo.
À l'époque de cette sortie, le magazine Billboard souligne que Papi Oviedo est « largement considéré comme l'un des plus grands représentants du tres » et que son album Encuentro entre Soneros « présente son jeu subtil mais rythmé, accompagné par une foule de chanteurs cubains et son propre groupe entièrement acoustique ». Dans le même temps, le magazine Option estime que Papi Oviedo « est sans doute le plus accompli et probablement le plus renommé des joueurs de tres vivants ».
Pour Philip Sweeney, dans le Rough Guide to Cuban Music, l'ensemble d'Oviedo « s'est avéré être un conjunto attaché à ses racines avec une basse acoustique sombre et profonde, des bongos, des congas et une paire de trompettes qui soutiennent de façon clairsemée mais efficace la voix chaleureuse de Cristina Azcuy, une jeune émule de Celia Cruz, Osvaldo Montalvo, un spécialiste de la guajira et Miguel Martínez, un excellent jeune sonero ».

#### Dans la foulée duBuena Vista Social Club
Bien que n'ayant pas participé à l'enregistrement du fameux album Buena Vista Social Club en 1996, Papi Oviedo participe cependant à partir de 1998 aux tournées du groupe Buena Vista Social Club, avec lequel il a donné du prestige au son cubain (son cubano) dans des concerts d'un grand impact médiatique en Europe, en Asie et en Amérique latine,.
Par ailleurs, à la suite du succès de l'album Buena Vista Social Club, un certain nombre de ses principaux interprètes, dont le pianiste Rubén González, le chanteur Ibrahim Ferrer et le trompettiste Manuel "Guajiro" Mirabal sortent des albums solo, et Papi Oviedo participe à certains d'entre eux comme tresero,. 
À cette époque, Papi Oviedo accompagne la chanteuse Omara Portuondo, qui avait également participé à l'album Buena Vista Social Club.

#### À la recherche des racines congolaises
En 2001, Papi Oviedo sort Bana Congo, un « projet de fusion afro-cubaine » en collaboration avec le guitariste congolais Papa Noël, qui illustre les liens puissants qui unissent les musiques cubaine et congolaise,, et ressuscite « les sons afro-cubains qui ont séduit le public américain depuis Buena Vista Social Club ». 
Pour Chris Nickson d'AllMusic, qui attribue 4,5 étoiles à l'album, « non seulement cet album montre les similitudes entre l'Afrique de l'Ouest et la musique afro-cubaine, mais il met en avant deux musiciens et chanteurs étincelants ».
Maud Hand, de la BBC, souligne que, bien qu'« il semblerait que la chose la plus naturelle au monde pour les cultures d'Afrique et de Cuba soit de combiner leurs forces musicalement (...) il est rare que des musiciens des deux continents collaborent ». Elle souligne « le travail de guitare qui est vraiment étonnant sur cet album, en particulier sur le deuxième morceau, Kin Havane » et conclut : « cet album célèbre véritablement la connexion afro-cubaine ».

#### Los Abuelos del Son
En 2005, Papi Oviedo rejoint le groupe Los Abuelos del Son, avec qui il voyage en Allemagne à plusieurs reprises.
Il décède à l'âge de 79 ans le 31 octobre 2017 des suites d'une bronchopneumonie,.

## Discographie

### Comme leader
- 1997 : Encuentro entre soneros (Tumi Music)[9]
- 2001 : Bana Congo (Tumi Music), avec le guitariste congolais Papa Noël[13],[4]

### Comme sideman
Avec Isaac Oviedo
- 1992 : Routes of Rhythm Vol. 3 (Rounder)

Avec Jane Bunnett
- 2002 : Cuban Odyssey (Blue Note)

Avec Rubén González
- 2000 : Chanchullo (World Circuit Records)[12],[4]

Avec Manuel Mirabal
- 2004 : Buena Vista Social Club Presents: Manuel Guajiro Mirabal (World Circuit Records)[11]